# پتار واسیلیویچ
پتار واسیلیویچ (انگلیسی: Petar Vasiljević؛ زادهٔ ۳ نوامبر ۱۹۷۰) بازیکن سابق فوتبال اهل صربستان است در پست دفاع وسط بازی می‌کند.